# Rampisham
Rampisham är en ort och civil parish i Storbritannien.   Den ligger i kommunen Dorset och riksdelen England, i den södra delen av landet, 190 km väster om huvudstaden London. Rampisham ligger 133 meter över havet och antalet invånare är 110.
Terrängen runt Rampisham är huvudsakligen platt, men västerut är den kuperad. Runt Rampisham är det ganska tätbefolkat, med 86 invånare per kvadratkilometer. Närmaste större samhälle är Yeovil, 13,6 km norr om Rampisham. Trakten runt Rampisham består till största delen av jordbruksmark.